# Championnat de Sarre de football 1949-1950
Navigation
Ehrenliga Saarland
1948-1949 Ehrenliga Saarland
1950-1951
L'Ehrenliga Saarland 1949-1950 était la 1re division du football dans le protectorat de Sarre, alors indépendant de l'Allemagne de l'Ouest. Son organisation échoit au Saarländischer Fußballbund, et 12 équipes disputent le championnat.
Le Sportfreunde 05 Saarbrücken remporte cette édition devant le champion de la saison précédente, le VfB Neunkirchen. Les deux promus (SV Mittelbexbach et SC Friedrichsthal) parviennent à se maintenir, tandis que le FV 08 Püttlingen est relégué au terme de la saison.

## Classement final
| Rang | Équipe                      | Pts | J  | G  | N | P  | Bp | Bc | GA    |
| ---- | --------------------------- | --- | -- | -- | - | -- | -- | -- | ----- |
| 1    | Sportfreunde 05 Saarbrücken | 35  | 22 | 16 | 3 | 3  | 64 | 33 | 1,939 |
| 2    | VfB Neunkirchen T           | 33  | 22 | 15 | 3 | 4  | 74 | 31 | 2,387 |
| 3    | 1. FC Saarbrücken rés.      | 28  | 22 | 11 | 6 | 5  | 55 | 41 | 1,341 |
| 4    | SV Saar 05 Saarbrücken      | 25  | 22 | 10 | 5 | 7  | 53 | 43 | 1,233 |
| 5    | FC Ensdorf                  | 24  | 22 | 10 | 4 | 8  | 56 | 42 | 1,333 |
| 6    | SuSG Völklingen             | 19  | 22 | 6  | 7 | 9  | 39 | 47 | 0,830 |
| 7    | SV Preußen Merchweiler      | 19  | 22 | 7  | 5 | 10 | 32 | 42 | 0,762 |
| 8    | SV Mittelbexbach P          | 19  | 22 | 7  | 5 | 10 | 34 | 46 | 0,739 |
| 9    | SV Homburg                  | 18  | 22 | 6  | 6 | 10 | 26 | 39 | 0,667 |
| 10   | SC Friedrichsthal P         | 17  | 22 | 7  | 3 | 12 | 38 | 60 | 0,633 |
| 11   | ASC Dudweiler               | 15  | 22 | 5  | 5 | 12 | 37 | 51 | 0,725 |
| 12   | FV 08 Püttlingen            | 12  | 22 | 5  | 2 | 15 | 31 | 64 | 0,484 |

- Champion de Sarre 1949-1950
- Relégation en Ehren-Bewährungsklasse Saar
- T : Tenant du titre
- P : Promu d'Ehren-Bewährungsklasse Saar

1. ↑  L'équipe première du club disputait l'Internationaler Saarlandpokal (en).